# Станиславский, Антон Григорьевич
Антон Григорьевич Станиславский (1817—1883) — юрист, заслуженный профессор Харьковского и Казанского университетов, тайный советник.

## Биография
Происходил из дворян Киевской губернии. Родился 13 (25) января 1817 года в Ставищах Таращанского уезда Киевской губернии.
Начальное образование получил в частных пансионах и базилианском училище Канева. В 1834 году начал учиться на юридическом факультете университета Св. Владимира, ученик К. А. Неволина. Был заподозрен в принадлежности к тайному политическому обществу (дело эмиссара Конарского) и за несколько недель до окончания университета в марте 1839 года, вместе с несколькими своими товарищами был переведён в Казанский университет, снова на 4-й курс. В 1840 году окончил курс кандидатом прав. Дело Конарского но прошло бесследно: при выдаче диплома Станиславского обязали не менее десяти лет прослужить в великороссийских губерниях, и в этот период времени ему был закрыт въезд в Царство Польское (позже этот срок был уменьшен до шести лет).
В конце 1841 года выдержал экзамен на степень магистра и 27 сентября 1842 года защитил диссертацию «Об актах укрепления прав на имущества». Это была первая магистерская диссертация на юридическом факультете Казанского университета. После утверждения (19.11.1842) в степени магистра гражданских законов с 29 апреля 1843 года ему было поручено читать на кафедре энциклопедии права университета историю римского права и законы о состояниях. Был избран 30 мая 1844 года адъюнктом, но 19 июля получил разрешение только исправлять эту должность и был утверждён в ней только 3 августа 1845 года. Сверх порученных ему предметов он также читал ещё курсы о государственных учреждениях, русском полицейском и международном праве (в 1844—1845 учебном году), а также общенародное правоведение и дипломатию (в 1850—1853 годах). В 1851 году, 5 декабря, за диссертацию «Исследование о мерах ограждения имущественных отношений частных лиц по началам древнейшего русского права» он получил степень доктора юридических наук; с 1852 года был экстраординарным профессором Казанского университета.
В 1853 году переехал в Харьков, где с 12 ноября стал преподавать в Харьковском университете — на такой же кафедре и в той же должности. С 6 марта 1857 года был ординарным профессором. В 1859 году вышел в отставку и поехал в Киев с целью устроить себе перевод в университет Св. Владимира, однако, попытка не удалась, и он опять занял в Харьковском университете прежние кафедры — по энциклопедии законоведения и российских государственных законов; читал также римское право, составив по просьбе факультета подробную программу по этой дисциплине, а также впервые ввёл на факультете практические занятия. В 1862 году он получил приглашение перейти на соответствующие кафедры в Варшавскую главную школу, но политические события помешали этому переходу. В 1866 году он был утверждён деканом юридического факультета и по избранию университетского совета с декабря 1866 года заступил место ректора, обязанности которого исполнял до июля 1868 года.
С 27 ноября 1864 года имел чин действительного статского советника; был награждён [орденами [Орден Святого Станислава (Российская империя)|Св. Станислава]] 2-й ст. (1859), Св. Анны 2-й ст. (1862), Св. Владимира 3-й ст. (1867).
В 1868 году исполнилось 25-летие его профессорской деятельности, и он, получив 27 сентября звание заслуженного профессора, вышел в отставку и уехал в Казань. В мае 1869 года был избран ординарным профессором и до 1879 года занимал кафедру энциклопедии и истории философии права Казанского университета, причём последние 4 года читал лекции также и на вакантной кафедре государственного права. В августе 1874 года был избран почётным членом Казанского университета.
В октябре 1879 года вышел в отставку и уехал в Варшаву, где надеялся ещё поработать, предполагал посвятить себя воспитанию детей. Каждый год летом ездил он в родную Киевскую губернию, где и умер 9 (21) августа 1883 года в Белой Церкви.
Наставления Ширинского-Шихматова и Морошкин направлявшие профессора к историческому методу обратили внимания Станиславского к истории права («О ходе законоведения в России»), а затем к развитию основных воззрений исторической школы («О происхождении положительного права»). Однако он продолжал интересоваться «началом общности» гораздо более, чем «началом особности». По мнению Станиславского: «чтобы определить, в чём именно состоит общечеловеческий элемент положительного права, надобно, прежде всего сознать содержание задачи человеческого рода». Эта задача состоит в осуществлении закона нравственного, познаваемого в божественном откровении и учении Христа. Подробному развитию этой мысли была посвящена работа: «О влиянии христианства на развитие семейного права, преимущественно у римлян».